# Sárkány (repülés)

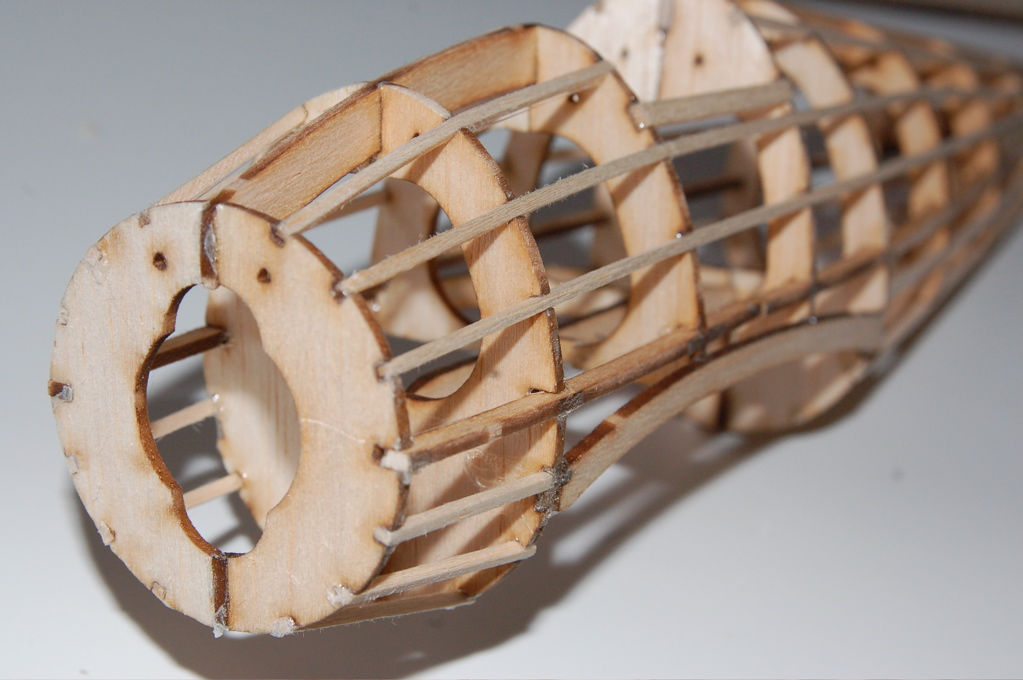
Modellrepülőgép törzsének váza

A sárkány vagy sárkányszerkezet a repülőgép hajtóművek, műszerek és az egyéb beépített eszközök nélküli szerkezete, a belső vázzal és a külső borítással együtt. A repülőgép sárkányára ható erők felvételében általában a borítás is szerepet játszik. A sárkány részei a törzs, melyben a hasznos terhet elhelyezik, a félszárnyak, melyek a felhajtóerőt termelik (a gép felhajtóerejét termelő összes felület a szárny, ennek két – jobb és bal – fele a két félszárny), a repülőgép stabilitását és irányítását biztosító függőleges és a vízszintes vezérsíkok. Készülhet fából, fémből (általában alumíniumötvözet, ritkábban hőálló titánötvözetek) vagy szénszál-erősítésű műanyagból.